# Glyphochloa goaensis
Glyphochloa goaensis är en gräsart som först beskrevs av Rolla Seshagiri Rao och Koppula Hemadri, och fick sitt nu gällande namn av Clayton. Glyphochloa goaensis ingår i släktet Glyphochloa och familjen gräs. Inga underarter finns listade i Catalogue of Life.